# Joshua Bassett
Joshua Taylor Bassett (Oceanside, 22 dicembre 2000) è un cantante, attore e doppiatore statunitense.
Raggiunge la notorietà grazie al ruolo di Ricky Bowen nella serie televisiva High School Musical: The Musical: La serie.

## Biografia
Joshua è nato e cresciuto a Oceanside, California ed ha 5 sorelle. È stato istruito a casa.
Bassett sa anche cantare e suonare il piano, la chitarra, la batteria, l'ukulele e qualsiasi altro strumento gli permettessero di studiare i genitori.
Nel 2016 si è trasferito a Los Angeles per dedicarsi alla sua carriera da attore.

## Carriera

### Attore
La sua prima introduzione al teatro musicale è stata all'età di 8 anni, quando è stato scelto in una produzione di High School Musical come J.V. Jock No. 2 in un teatro comunitario. Da allora, ha recitato in oltre 30 produzioni musicali.
Il primo ruolo sostanziale di Bassett è stato nel 2018 quando ha interpretato il ruolo ricorrente di Aidan Peters nella serie televisiva di Disney Channel Harley in mezzo. Nel novembre dello stesso anno è stato poi scelto nel suo primo ruolo principale, nella serie televisiva High School Musical: The Musical: La serie, interpretando il ruolo di Ricky Bowen.
Nel 2021 entra nel cast di Meglio Nate Che Niente, film originale di Disney+ con debutto previsto per il 1º aprile 2022.
Nel 2022 lavora per la prima volta come doppiatore in Notte al Museo – La Vendetta di Kahmunrah nel ruolo del protagonista Nick Daley.

### Cantante
Il 5 luglio 2019 collabora con August Kamp nella canzone Evergreen, contenuta nell'album di debutto di Kamp intitolato 19:The Musical.
Il 3 aprile 2020 viene rilasciato il suo primo singolo intitolato Common Sense, il cui videoclip verrà pubblicato il 17 aprile dello stesso anno. Il 16 luglio 2020 viene rilasciato il suo secondo singolo intitolato Anyone Else, insieme al videoclip.
Dal 20 novembre 2020 è disponibile High School Musical: The Musical: The Holiday Special: The Soundtrack, la colonna sonora ufficiale dello speciale natalizio della serie High School Musical: The Musical: La serie, che comprende una canzone originale scritta ed interpretata da Joshua intitolata The Perfect Gift.
Dal 14 gennaio 2021 viene rilasciato il singolo Lie Lie Lie. La canzone debutta alla posizione 25 della Billboard Bubbling Under Hot 100 Chart. Il 28 gennaio 2021 rilascia un ulteriore singolo, intitolato Only a Matter of Time, secondo estratto dal suo EP di debutto, in uscita su tutte le piattaforme digitali il 12 marzo 2021, insieme al terzo singolo ufficiale estratto da esso, intitolato Telling Myself. Il 7 maggio 2021 viene rilasciato un nuovo singolo, intitolato Feel Something.
Il 3 dicembre 2021 rilascia un EP di tre canzoni intitolate Crisis, Secret e Set Me Free, mentre il 25 febbraio 2022 esce su tutte le piattaforme il singolo Doppelgänger. Nel maggio del 2022 annuncia il suo primo tour da solista, che inizierá il 9 settembre dello stesso anno con tappe previste nel Nord America.
Il 27 luglio viene rilasciato il singolo Finally Free per la colonna sonora della terza stagione di HSMTMTS, prodotto e scritto da Bassett, mentre il singolo Smoke Slow è reso disponibile dal 12 agosto.
Il 23 settembre 2022 viene rilasciato il secondo EP del cantante, intitolato Sad Songs In A Hotel Room, che contiene sei canzoni tra cui i singoli Smoke Slow e Lifeline.
Il 7 ottobre 2022 è disponibile il singolo would you love me now?, il 14 ottobre è disponibile SHE SAID HE SAID SHE SAID, il 20 ottobre i'm sorry, ed il 27 ottobre Different.
Nel dicembre 2022 viene annunciato The Complicated Tour, che partirà da marzo 2023 in Nord America, arrivando anche in Europa.
Il 22 settembre 2023 pubblica un nuovo singolo, Just Love, del quale dirige il video musicale.
Il 17 maggio 2024 rilascia il singolo The Golden Years, estratto dall’omonimo album in studio in uscita il 26 luglio dello stesso anno. Inoltre, viene annunciato anche il The Golden Years Tour in giro per l’America e l’Europa a partire dall’estate.

## Attivitá imprenditoriali
A marzo 2022 diventa testimonial del brand American Eagle, al fianco di Madelyn Cline, Maitreyi Ramakrishnan, Mxmtoon ed altri.

## Filantropia
Nel gennaio del 2021 Bassett ha aperto il suo primo merchandise store online, donando il 100% dei ricavi ad un'associazione di beneficenza a scelta, tra cui Teen Line e Sunrise Movement.
Nel dicembre dello stesso anno, ha donato il 100% dei profitti della sua canzone Crisis a delle associazioni sulla salute mentale.
Nel marzo del 2022 è entrato a fare parte della campagna "Member's Always: Future Together" di American Eagle, grazie alla quale il brand donerà 200.000 dollari a venti giovani ragazzi che sono riusciti a portare un cambiamento positivo all'interno della loro comunità.
Nell'agosto del 2022 è stato aggiunto nella Power of Young Hollywood Impact List di Variety, ed ha partecipato al gala organizzato in collaborazione con Facebook Gaming. Durante l'evento Bassett ha partecipato a dei giochi di beneficenza, donando tutto il ricavato a Planned Parenthood.
Il 23 settembre 2022, in seguito al rilascio del suo secondo EP Sad Songs In A Hotel Room, Bassett ha deciso di donare il 100% dei ricavi del singolo estratto da esso, Lifeline, ad "organizzazioni che sono un'ancora di salvezza per le persone". Inoltre, ha lanciato la sua organizzazione "Find my Lifeline", con lo scopo di dare supporto a chiunque ne abbia bisogno.
Nel giugno 2023 Bassett ha dato vita ad un’iniziativa chiamata Sammy Sundays per aiutare la comunità di senzatetto a Los Angeles, distribuendo dei pacchetti con prodotti per l’igiene, cibo, vestiti e altri beni primari.

## Vita privata
Nel gennaio 2021 Bassett si ammalò gravemente e fu ricoverato in ospedale per shock settico e insufficienza cardiaca, come rivelato nel giugno dello stesso anno durante un'intervista.
L'11 maggio 2021 Bassett, dopo aver ricevuto numerose domande sul suo orientamento sessuale, ha rilasciato un messaggio tramite i suoi profili social, dove fa coming out  decidendo di non dare alla propria sessualità un'etichetta.
Nel mese di giugno dello stesso anno, durante un'intervista per GQ Magazine, conferma di essere queer.
Nel mese di dicembre 2021, inizialmente tramite un'intervista per GQ Magazine e poi durante lo Zach Sang Show su Youtube, rivela di essere stato una vittima di abusi sessuali dai 5 ai 9 anni da parte di un componente familiare, e in seguito tra i 13 e i 14 da parte di un ragazzo incontrato a teatro.
Nel gennaio del 2023 afferma di essere cristiano.

## Discografia

### Album in studio
- 2024 - The Golden Years

### EP
- 2021 – Joshua Bassett
- 2021 – Crisis/Secret/Set Me Free
- 2022 – Sad Songs in a Hotel Room

### Raccolte
- 2021 – Best of High School Musical: The Musical: The Series

### Singoli
- 2020 – Common Sense
- 2020 – Anyone Else
- 2021 – Lie Lie Lie
- 2021 – Only a Matter of Time
- 2021 – Telling Myself
- 2021 – Feel Something
- 2022 – Doppelgänger
- 2022 – Smoke Slow
- 2022 – Lifeline
- 2022 – Sad Songs in a Hotel Room
- 2022 – Would You Love Me Now?
- 2022 – She Said He Said She Said
- 2022 – I'm Sorry
- 2022 – Different
- 2023 – Just Love
- 2024 – The Golden Years

### Colonne sonore
- 2020 – High School Musical: The Musical: The Series: The Soundtrack
- 2020 – High School Musical: The Musical: The Holiday Special: The Soundtrack
- 2021 – High School Musical: The Musical: The Series: The Soundtrack (Season 2)
- 2022 – High School Musical: The Musical: The Series: The Soundtrack (Season 3)
- 2023 – High School Musical: The Musical: The Series: The Soundtrack (Season 4)

## Filmografia

### Cinema
- Limbo, regia di Nathan Leon - cortometraggio (2015)
- Meglio Nate che niente (Better Nate than Ever), regia di Tim Federle (2022)

### Televisione
- Lethal Weapon – serie TV, 1 episodio (2017)
- Game Shakers – serie TV, 1 episodio (2018)
- Harley in mezzo (Stuck in the Middle) – serie TV, 9 episodi (2018)
- Dirty John – serie TV, 1 episodio (2018)
- Grey's Anatomy – serie TV, 2 episodi (2019)
- High School Musical: The Musical: La serie (High School Musical: The Musical - The Series) – serie TV (2019-2023)
- Terra chiama Ned (Earth to Ned) – programma TV, episodio 1x10 (2020)

### Doppiatore
- Una notte al museo - La vendetta di Kahmunrah (Night at the Museum: Kahmunrah Rises Again) – film TV (2022) – Nick Daley

## Doppiatori italiani
Nelle versioni in italiano dei suoi film, Jonathan Bassett è stata doppiato da:
- Francesco Ferri in High School Musical: The Musical - La serie, Meglio Nate che niente

Da doppiatore è sostituito da:
- Francesco Ferri in Una notte al museo - La vendetta di Kahmunrah

## Tournée
- 2022 – Joshua Bassett's Tour
- 2023 – The Complicated Tour
- 2024/25 - The Golden Years Tour

## Riconoscimenti
- Kids' Choice Awards
  - 2020 – Candidatura all'Attore televisivo preferito per Ricky in High School Musical: The Musical: La serie[47]
  - 2021 – Candidatura all'Attore televisivo preferito per Ricky in High School Musical: The Musical: La serie[48]
  - 2022 – Attore televisivo per bambini preferito per Ricky in High School Musical: The Musical: La serie[49]
  - 2023 – Attore televisivo per bambini preferito per Ricky in High School Musical: The Musical: La serie[50]
- Children's and Family Emmy Awards
  - 2023 - Migliore canzone originale per un programma televisivo per bambini o ragazzi[51]